# Papu Mendes
Papu Diocabre Mendes (* 1. Oktober 2000 in Bissau) ist ein Guinea-Bissauisch-portugiesischer Fußballspieler.

## Karriere
Mendes begann seine Laufbahn in Frankreich in der Jugend des FC Montfermeil, bevor er zu Racing Straßburg wechselte. In der Saison 2017/18 wurde er in den Kader der zweiten Mannschaft befördert, für die er bis Saisonende 16-mal in der fünftklassigen National 3 zum Einsatz kam und dabei ein Tor erzielte. In der folgenden Spielzeit bestritt er elf Partien in der fünfthöchsten französischen Spielklasse. In der Saison 2019/20 spielte er siebenmal für die Reserve Straßburgs in der Liga. Nachdem er in der nächsten Spielzeit 2020/21 nicht zum Einsatz gekommen war, wechselte er im Sommer 2021 in die Schweiz zum Servette FC. Am 24. Oktober 2021, dem 11. Spieltag, gab er bei der 1:2-Niederlage gegen den FC Sion sein Debüt für die Profimannschaft der Genfer in der erstklassigen Super League, als er wenige Minuten vor Spielende für Ronny Rodelin eingewechselt wurde. Nach einem Jahr, in dem er meist nur in der Reserve zum Einsatz kam, wurde der Vertrag bei Servette nicht verlängert.